# Колмановський Едуард Савелійович
Колмановський Едуард Савелійович (рос. Эдуа́рд Саве́льевич Колмано́вский; 9 січня 1923, Могильов — 27 липня 1994, Москва) — радянський композитор. Народний артист СРСР (1991). Лауреат Державної премії СРСР (1984).

## Біографія
Народився 9 січня 1923 року в Могильові (нині в Білорусії), в єврейській родині. Батьки — Савелій Маркович Колмановський та Раїса Наумовна Павловська.
У 1936—1941 роках навчався у музичній школі та музичному училищі ім. Гнесіних у Москві у О. Ф. Гнесіної (фортепіано), Є. О. Месснера та Ф. Є. Вітачека (композиція). В 1945 закінчив Московську консерваторію за класом композиції у В. Я. Шебаліна.
Творчу діяльність розпочав у 1943 році.
У 1947—1952 роках — відповідальний редактор музичного мовлення Всесоюзного радіо.
У репертуарі композитора понад двісті пісень (на свірши К. Я. Ваншенкіна, Є. А. Долматовського, Є. О. Євтушенка, М. Л. Матусовського, Л. І. Ошаніна, І. Д. Шаферана та інших). Він написав музику до багатьох драматичних спектаклів («Дванадцята ніч» У. Шекспіра, «Старі друзі» Л. А. Малюгіна, «Жіночий монастир» В. А. Диховичного та М. Р. Слобідського, «Том Кенті» С. В. Михалкова, «Голий король» Є. Л. Шварца, «Сталевари» Г. К. Бокарєва та ін.), до музичної комедії «Ох, вже цей Вронський» (1976) та музичній казці-опері «Білосніжка» (1965), а також до багатьох кінофільмів, мультфільмів, телефільмів, радіопостановок, інструментальних п'єс. Автор великих оркестрових творів, у тому числі чотирьох сюїт: «Лірічна» (1945), на грецькі теми (1948), «Слов'янська» (1950) та з музики до комедії У. Шекспіра «Дванадцята ніч» (для солістів та симфонічного орки) 1956), а також концерту для альта (1945), романсів на сл. М. Ю. Лермонтова, А. С. Пушкіна, Р. Бернса (для голосу та фортепіано) та п'єс для естрадного оркестру.
На початку 1970-х брав участь у складі журі популярного телевізійного конкурсу «Алло, ми шукаємо таланти!».
Помер 27 липня 1994 року у Москві. Похований на Введенському цвинтарі (8 уч.).